# Sensation I
『Sensation I』（センセーション・ワン）は、日本のインストゥルメンタルロックバンド・Sensationが2012年7月25日にD-GOから発売した1枚目のオリジナルアルバムである。

## 内容
メジャーデビュー作品。
「二重螺旋」はテレビ東京系列『ゴルフの真髄 ARTISTIC GOLF』のエンディングテーマに起用された。また、「パラシュートが開かない」はCollaboration Trackと銘打って徳永暁人がボーカルと作詞を担当したほか、大田紳一郎もコーラスを担当しており、今作唯一の歌いものとなった。

## 収録曲
| 全作曲・編曲: Sensation。 |                            |      |            |          |
| #                         | タイトル                   | 作詞 | 作曲・編曲 | 作詞     |
| 1.                        | 「Sensation」              |      | Sensation  |          |
| 2.                        | 「二重螺旋」               |      | Sensation  |          |
| 3.                        | 「曼荼羅」                 |      | Sensation  |          |
| 4.                        | 「Aqua」                   |      | Sensation  |          |
| 5.                        | 「Ripple」                 |      | Sensation  |          |
| 6.                        | 「storm」                  |      | Sensation  |          |
| 7.                        | 「Four」                   |      | Sensation  |          |
| 8.                        | 「パラシュートが開かない」 |      | Sensation  | 徳永暁人 |

## 参加ミュージシャン
Sensation
- 大賀好修：Guitar
- 大楠雄蔵：Piano & Organ & Keyboards
- 麻井寛史：Bass
- 車谷啓介：Drums & Percussion

Support Musician
- 徳永暁人：Vocal (#8)
- 大田紳一郎：Chorus (#8)

## タイアップ
- テレビ東京系列スポーツ番組『ゴルフの真髄 ARTISTIC GOLF』2012年7月〜9月度エンディングテーマ (#2)
- BS11『BSイレブン競馬中継』関東主場パドックBGM（#7）